# Understed Kirke
Understed Kirke er beliggende i Understed Sogn. Kirken ligger i udkanten af landsbyen Understed ved randen af Understed bakker, ca. otte kilometer sydsydvest for Frederikshavn.
Kirken er hvidkalket, opført i munkesten og er bygget i sen-romansk stil i 1100 – 1200-tallet.
Kirkens oprindelige kor og en del af skibets nordre side er bevaret, medens resten af skibet og våbenhuset er fra sengotisk tid.

## Eksterne kilder og henvisninger
- Wikimedia Commons har flere filer relateret til Understed Kirke
- Understed Kirke Arkiveret 31. januar 2011 hos  Wayback Machine hos nordenskirker.dk
- Understed Kirke hos KortTilKirken